# Jaume Freixa i Janariz
|  | «Jaume Freixa» redirigeix aquí. Vegeu-ne altres significats a «Jaume Freixa Cabestany». |

Jaume Freixa i Janariz (Barcelona, 1942), és un arquitecte català, estretament vinculat a la Fundació Joan Miró de Barcelona. Llicenciat en arquitectura el 1967, i amb un màster en arquitectura per la Universitat Harvard el 1978, el 1993 va adquirir el grau de doctor en Arquitectura per la Universitat Politècnica de Catalunya. També ha treballat com a professor de la UPC. Va ser president del Patronat de la Fundació Joan Miró entre el 2009 i el 2019.
Col·laborador i continuador de l'obra de Josep Lluís Sert, els anys 1969 a 1979 va treballar a l'oficina de Sert als Estats Units, participant en obres com ara l'ampliació de la Fundació Maeght a França o la construcció de la Fundació Joan Miró a Barcelona. Va publicar dues publicacions amb el mateix títol Josep Lluís Sert, una del 1979 que va ser la primera edició en castellà de l'obra sertiana completa i l'altra del 2005, una aproximació al Sert dissenyador. La seva tesi doctoral va ser, precisament, Obra americana de Josep Lluís Sert, i va merèixer el Premi Extraordinari de la UPC. El 1997, fou comissari de la exposició Sert i la Mediterrània patrocinada pel Ministerio de Fomento i pel Col·legi d'Arquitectes de Catalunya. En 2005 va ser comissari, amb Josep Maria Rovira, de l'exposició Sert, mig segle d'arquitectura 1928-1979 que es presentà a la Fundació Joan Miró i va recórrer diverses localitats espanyoles.
Membre del Patronat de la Fundació Joan Miró des del 1991, en va ocupar el càrrec de vicepresident a partir del 1995 i la presidència del 2009 al 2019. L'any 2000 va cedir a la Fundació un conjunt de documents sobre Sert.

## Obra arquitectònica
A més de les participacions en projectes de l'oficina de Sert, se'n poden esmentar les següents realitzacions:
1982. Estudi per al pintor Antoni Tàpies, a Campins, al Montseny. En altres moments també va fer intervencions per a artistes com Jordi Savall o Frederic Amat.
1985. Onze cases per a professors de la U.A.B. a Bellaterra, denominades “Homenatge a Sert”, ja que es tracta de l'adaptació del disseny que havia fet J.L. Sert per a la Universitat Harvard replicant una versió reduïda de la seva pròpia casa en els mateixos terrenys de la Universitat, a Cambridge, de manera que creava una renglera de cases, projecte que no s'havia dut a terme.
1988. Primera ampliació de l'edifici de la Fundació Joan Miró, augmentant un 50% la superfície d'exposicions, i al mateix temps un 75% en superfícies de parets disponibles per a penjar-hi obres, a més de nous locals per a biblioteca, llibreria, administració, audiofonia i activitats pedagògiques.
1991. Ampliació i rehabilitació del Museu d'Art Modern de Ceret, conjuntament amb l'arquitecte Philippe Pous amb qui havien guanyat el concurs el 1987.
1994. Escola pública CEIP Auró, a Barcelona.
1996. Grup escolar Ludovic Massé (Porta d'Espanya), a Perpinyà, també conjuntament amb l'arquitecte Philippe Pous.
2001. Segona ampliació de l'edifici de la Fundació Joan Miró, feta amb la finalitat d'acollir 25 noves adquisicions, donar cabuda a més visitants i millorar-ne l'accessibilitat.
2008. Nova seu del Col·legi Oficial d'Odontòlegs i Estomatòlegs de Catalunya, a Barcelona.
2015. Assessoria i supervisió de la renovació de l'àrea de servei més gran d'Espanya, l'àrea Porta Catalana, de la qual Josep Lluís Sert n'havia dissenyat l'edifici l'any 1976.

## Publicacions
- Josep Ll. Sert.  Editorial Gustavo Gili, 1978. ISBN 8425209072.
- Josep Lluís Sert.  Barcelona: Santa & Cole: Escola Tècnica Superior d'Arquitectura de Barcelona, 2005 (Clásicos del diseño. Design classics).